# Cut (Unix)

cut este o comandă UNIX folosită pentru extragerea liniilor de text din fișiere.

## Sintaxă
```
cut [opțiuni] fișier
```

Opțiunile cele mai des folosite sunt:
-b - extragerea octeților de pe linie
-c - extragerea caracterelor (similar cu -b, dar ține cont de faptul că unele caractere sunt formate din mai mulți octeți)
-c - extragerea de câmpuri (implicit câmpurile sunt separate de delimitatorul TAB)
-d - delimitator folosit în separarea câmpurilor

## Exemple
Să presupunem că avem un fișier cu următoarele trei linii de text:
```
foo:bar:baz:qux:quux
one:two:three:four:five:six:seven
alpha:beta:gamma:delta:epsilon:zeta:eta:teta:iota:kappa:lambda:mu
```

Comanda
```
# cut -c 4-10 fișier
```

are următorul rezultat:
```
:bar:ba
:two:th
ha:beta
```

Tipărește începând cu câmpul 5 până la sfârșitul liniei, delimitator :
```
# cut -d : -f 5- fișier
quux
five:six:seven
epsilon:zeta:eta:teta:iota:kappa:lambda:mu
```